# Pacho
Pacho – miasto w Kolumbii, w departamencie Cundinamarca.